# Џизан
Џизан (арап. جازان, Јазан) је град у Саудијској Арабији. Налази се на југозападу арабијског полуострва, директно на Црвеном мору. Џизан је главни град провинције Џизана и има око 105.193 становника (од 2012. године). Као што је типично за Саудијску Арабију, град је насељен готово искључиво сунитима.

## Економија и инфраструктура
Град има важну луку, која се, између осталог, користи за претовар пољопривредних производа региона. Источно од града налази се аеродром Џизан, који има међународне везе. Почетком 20. века место је било значајно за потражњу бисера, али почетком Првог светског рата трговина се преместила у Ел Худаиду. Данас у региону постоје амбициозни индустријски и туристички развојни пројекти, од којих је најзначајнији пројекат Економија града Џизана.
Џизан има једно од највећих тржишта мега пројеката у краљевству са значајним инфраструктурним пројектима вредним више милијарди долара. 
Ова област је позната по висококвалитетној производњи тропског воћа попут манга, смокава и папаја.

### Рафинерија Џизан
Рафинерија Џизан је мегапројекат у изградњи и у власништву је компаније Сауди Арамко. Рафинерија ће прерађивати тешку и средњу сирову нафту како би се створио течни нафтни гас, сумпор, асфалт, бензол и параксилен. Очекује се да ће производити 400.000 барела дневно.